# Вторая фитна
Вторая фитна — период масштабных политических и военных столкновений, поразивший Омейядский халифат после смерти первого омейядского халифа Муавии I. Историки определяют началом Второй фитны 680 год, а конец варьируется от 685 до 692 года. Война ознаменовалась появлением двух разных оппозиционных групп династии Омейядов. В первую вошли Хусейн ибн Али и его сторонники. Во вторую — Абдуллах ибн аз-Зубайр.
Первому омейядскому халифу Муавии I наследовал в 680 году его сын Язид I. Противником нового халифа выступил Хусейн ибн Али, внук пророка Мухаммеда и сын праведного халифа Али ибн Абу Талиба. Хусейн ибн Али с большей частью своих преданных сторонников погибли в битве при Кербеле с войсками Язида I. Это не имевшее серьёзного военного значения сражение зачастую рассматривается как решающий эпизод в расколе ислама на суннитское и шиитское направления. Гибель Хусейна ибн Али ежегодно отмечается шиитами как день траура.
Подавив это восстание Омейяды столкнулись с противодействием Абдаллаха ибн аз-Зубайра, претендента на халифат, отказавшегося присягнуть Язиду I, а потом и Муавии II, правившего номинально в течение всего трёх месяцев. Абдаллах ибн аз-Зубайр воспользовался смутой и провозгласил себя халифом. На его стороне выступали хариджиты. Вопрос престолонаследия вызвал в Сирии (где находилась столица халифата) межплеменную вражду, поставив под угрозу само существование династии. 
В 683 году Марван ибн аль-Хакам, двоюродный брат Муавии I, был провозглашён в Сирии халифом. 
В 684 году в битве у Мардж-Рахита были разбиты кайситы, от Омейядов перешедшие на сторону Ибн аз-Зубайра. Несмотря на своё поражение кайситы не отказались от своей непримиримой вражды с племенем калб.
В 685 году Марван I умер, ему наследовал его сын Абдул-Малик. Ибн аз-Зубайр был в это время фактически изолирован в Тихаме и Хиджазе, где хариджиты создали своё независимое государство в центральной Аравии. Хариджиты также безуспешно восставали в Ираке и Иране. В то же время в поддержку единственного выжившего сына праведного халифа Али, Мухаммада ибн аль-Ханафии, выступил один из вождей племени сакиф, Аль-Мухтар. Он сражался под лозунгом мести за гибель Хусейна ибн Али и смог продержаться в Куфе за счёт энтузиазма хилиастов в течение двух лет (685—687 годы).
В итоге Абдул-Малику удалось одержать победу над обеими группами своих противников. В 692 году его армия взяла Мекку, в ходе чего был убит Абдаллах ибн аз-Зубайр.

## Предыстория
После убийства третьего халифа Усмана мятежниками в 656 году знать и жители Медины объявили халифом Али, двоюродного брата и зятя пророка Мухаммеда. Большинство курайшитов (группа мекканских кланов, к которой принадлежали Мухаммед и все три первых халифа) во главе со спутниками Мухаммеда Тальхой ибн Убейдаллахом и Зубайром ибн аль-Авамом и вдовой Мухаммеда Аишей отказались признать Али. Они призвали отомстить убийцам Усмана и избрать нового халифа с помощью шуры (совета). Эти события ускорили Первую фитну (первую гражданскую войну). Али победил своих противников в «верблюжьей битве» под Басрой в ноябре 656 года, после чего перенес свою столицу в иракский город Куфа. Муавия ибн Абу Суфьян, губернатор Сирии и член клана Омейядов, к которому принадлежал Усман, также оспорил легитимность Али как халифа, и эти двое противостояли друг другу в битве при Сиффине. Битва закончилась без явного победителя в июле 657 года, когда силы Али отказались сражаться в ответ на призывы Муавии к переговорам. Али неохотно согласился на переговоры, но фракция его сторонников, позже названная хариджитами, откололась в знак протеста против самого факта переговоров. Переговоры не смогли урегулировать спор между Муавией и Али. Последний был убит хариджитом в январе 661 года, после того как силы Али убили большинство хариджитов в битве при Нараване. Старший сын Али Хасан стал халифом, но Муавия бросил вызов его власти и вторгся в Ирак. В августе Хасан отрекся от престола в пользу Муавии, положив конец Первой фитне. Столица была перенесена в Дамаск.

### Воцарение Язида

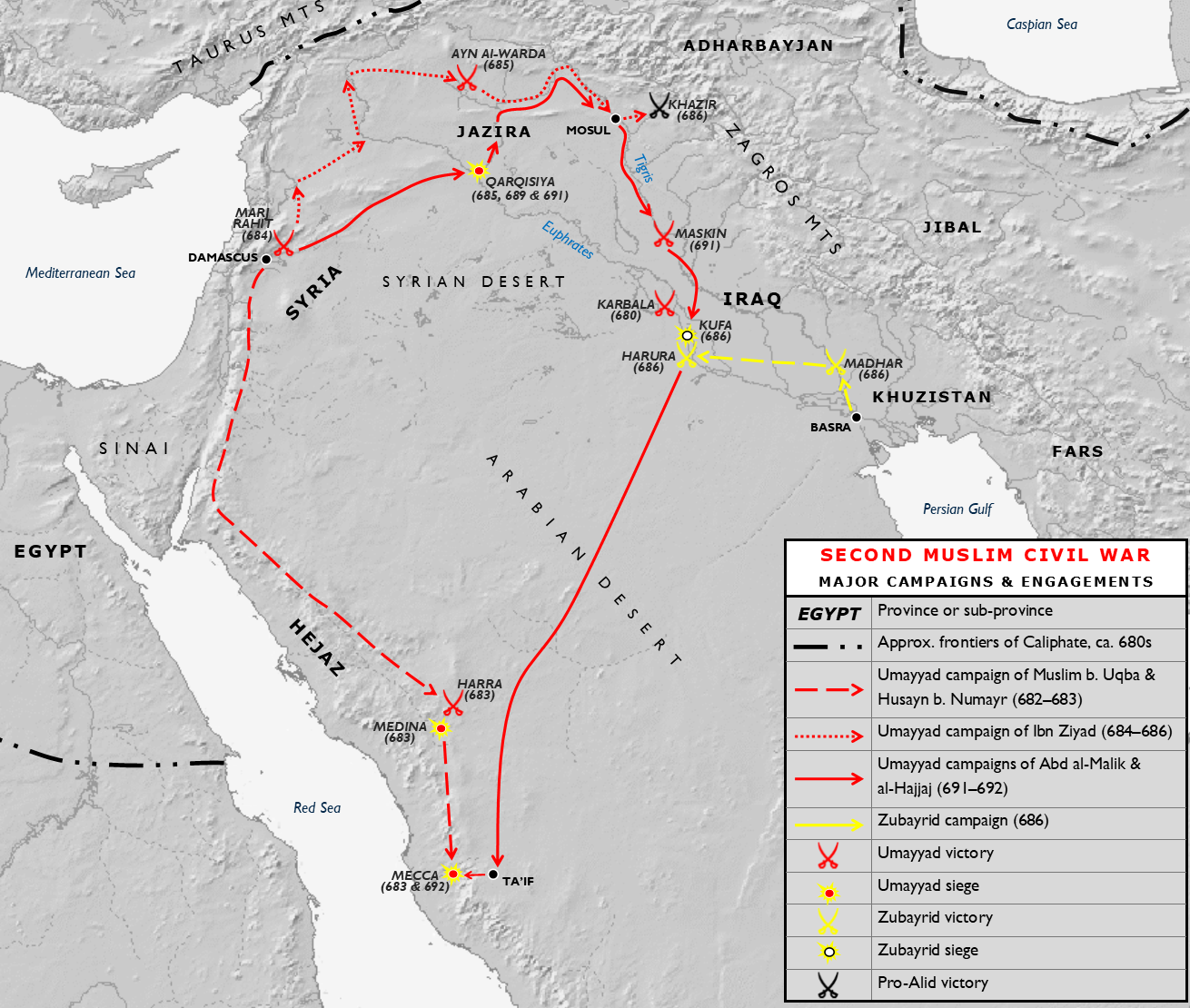
Основные кампании и битвы Второй фитны

Договор принес временный мир, но порядок престолонаследия не был установлен. Востоковед Бернард Льюис пишет: «Единственными вариантами, доступными Муавии из истории ислама, были выборы халифа и гражданская война. Первый был неработоспособен; у последнего были очевидные недостатки». Муавия решил решить проблему при своей жизни, назначив преемником своего сына Язида. В 676 году он официально объявил сына наследником. Не имея прецедента в истории ислама, наследственная преемственность вызывала противодействие со стороны разных кругов, халифат как сочетание духовной и светской властей мог превратиться в обычную монархию. Муавия созвал шуру в Дамаске и убедил представителей разных провинций в своей правоте с помощью дипломатии и взяток. Сыновья нескольких видных сподвижников Мухаммеда, в том числе Хусейн ибн Али, Абдуллах ибн аз-Зубайр, Абдаллах ибн Умар и Абд ар-Рахман ибн Аби Бакр, каждый из которых в силу знатности мог претендовать на власть, выступили против выдвижения Язида. Однако угрозы Муавии и всеобщее признание Язида в халифате заставили их на время замолчать.
Историк Фред Доннер пишет, что разногласия по поводу лидерства в мусульманской общине не были урегулированы в Первой фитне и всплыли после смерти Муавии в апреле 680 года. Перед смертью Муавия предупредил Язида о том, что Хусейн и Ибн аз-Зубайр могут оспорить его правление, и поручил ему разбить их, если они это сделают. В частности, Ибн аз-Зубайр считался опасным и должен был подвергаться жестокому обращению, если только он не придет к смирению. После вступления в должность Язид поручил губернатору Медины, своему двоюродному брату Валиду ибн Утбе ибн Аби Суфьяну, заручиться верностью Хусейна, Ибн аз-Зубайра и Ибн Умара, если будет необходимо — силой. Валид обратился за советом к своему родственнику Марвану ибн аль-Хакаму. Тот подсказал, что Ибн аз-Зубайра и Хусейна следует всеми силами склонить к клятве верности, а Ибн Умар не представляет угрозы. Валид вызвал к себе обоих, но Ибн аз-Зубайр бежал в Мекку. Хусейн ответил на вызов, но отказался дать клятнву в частной встрече, предложив сделать это публично. Марван угрожал заключить его в тюрьму, но из-за родства Хусейна с Мухаммедом Валид не пожелал предпринимать какие-либо действия против него. Несколько дней спустя Хусейн уехал в Мекку, не дав клятвы верности. По мнению исламиста Г. Р. Хоутинга, «…напряженность и давление, которые подавлялись Муавией, всплыли на поверхность во время халифата Язида и особенно после его смерти, когда авторитет Омейядов серьёзно упал».

## Мятежи против Язида

### Мятеж Хусейна ибн Али

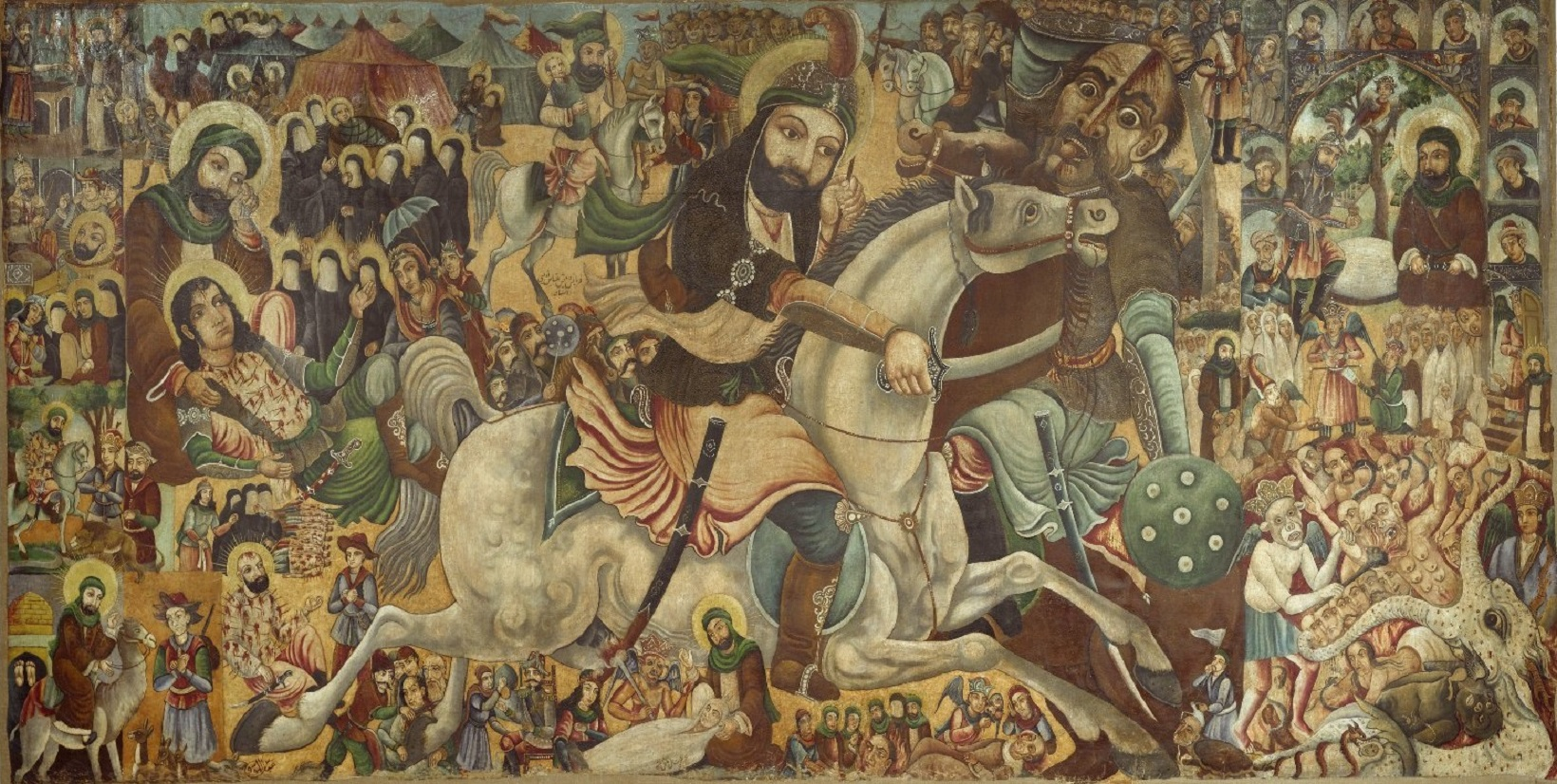
Битва при Кербеле

Хусейн имел значительную поддержку в Куфе. Жители города воевали с Омейядами и их сирийскими союзниками во время Первой фитны. Они были недовольны отречением Хасана и возмущались правлением Омейядов. После смерти Хасана в 669 году куфанцы безуспешно пытались заинтересовать Хусейна восстанием против Муавии. После того, как тот умер, знать Куфы вновь пригласила Хусейна возглавить их восстание против Язида. Чтобы оценить ситуацию, Хусейн из Мекки отправил своего двоюродного брата Муслима ибн Акиля, который получил широкую поддержку в Куфе и предложил Хусайну присоединиться к его сторонникам в городе. По указанию Язида, Убейдаллах ибн Зияд, губернатор Басры, подавил восстание и казнил Ибн Акиля. Воодушевленный письмом своего двоюродного брата и не зная о его казни, Хусейн отправился в Куфу. Чтобы выследить его, Ибн Зияд разместил войска вдоль маршрутов, ведущих в город. Хусейн был перехвачен в Кербеле, на пустынной равнине к северу от Куфы. После нескольких дней переговоров и отказа сдаться Хусейн был убит вместе с примерно 70 своими спутниками в битве при Кербеле 10 октября 680 года.

### Оппозиция Мекки и Медины
После смерти Хусейна Язид столкнулся с усилением противодействия его правлению со стороны Абдаллаха ибн аз-Зубайра, сына спутника Мухаммеда Зубайра ибн аль-Авама и внука первого халифа Абу Бакра (632—634). Ибн аз-Зубайр тайно начал принимать клятвы верности себе в Мекке, хотя публично он только призвал шуру выбрать нового халифа. Сначала Язид пытался подкупить его, посылая подарки и делегации в попытке достичь урегулирования. После отказа Ибн аз-Зубайра признать его Язид послал войска во главе с братом Ибн аз-Зубайра Амром, чтобы арестовать его. Однако отряд Амра был разбит, а сам он казнен. В дополнение к растущему влиянию Ибн аз-Зубайра, в Медине жители города также были разочарованы правлением Омейядов и сельскохозяйственными проектами Муавии, которые включали конфискацию их земель для увеличения государственных доходов. Язид пригласил знать Медины в Дамаск и попытался завоевать их расположение подарками. Однако это не помогло, и, вернувшись в Медину, знать рассказывала истории о роскошном образе жизни Язида и о практиках, которые многие считали нечестивыми, в том числе о питье вина, охоте с гончими и любви халифа к музыке. Мединцы под руководством Абдаллаха ибн Ханзалы отказались от верности Язиду и изгнали губернатора, двоюродного брата Язида Усмана ибн Мухаммеда ибн Аби Суфьяна, и проживающих в городе Омейядов. Язид направил 12-тысячную армию под командованием Муслима ибн Укбы, чтобы отвоевать Хиджаз. После неудачных переговоров мединцы потерпели поражение в битве при Аль-Харре, и город был разграблен. Вынудив повстанцев возобновить клятвы верности, армия Язида направилась в Мекку, чтобы смирить Ибн аз-Зубайра.
Ибн Укба умер по дороге, и командование перешло к Хусейну ибн Нумайру, который осадил Мекку в сентябре 683 года. Осада продолжалась в течение нескольких недель, в течение которых Кааба загорелась. Внезапная смерть Язида в ноябре 683 года положила конец кампании. После неудачной попытки убедить Ибн аз-Зубайра сопровождать его в Сирию и объявить там халифом, Ибн Нумайр со своими войсками ушел.

## Двоевластие
После кончины Язида и вывода сирийских войск Ибн аз-Зубайр стал де-факто правителем Хиджаза и остальной Аравии и открыто объявил себя халифом. Вскоре после этого он был признан в Египте, а также в Ираке, где губернатор Омейядов Ибн Зияд был изгнан племенной знатью. Монеты с именем Ибн аз-Зубайра чеканились в некоторых частях южной Персии (Фарс и Керман).

### Борьба за контроль над Сирией

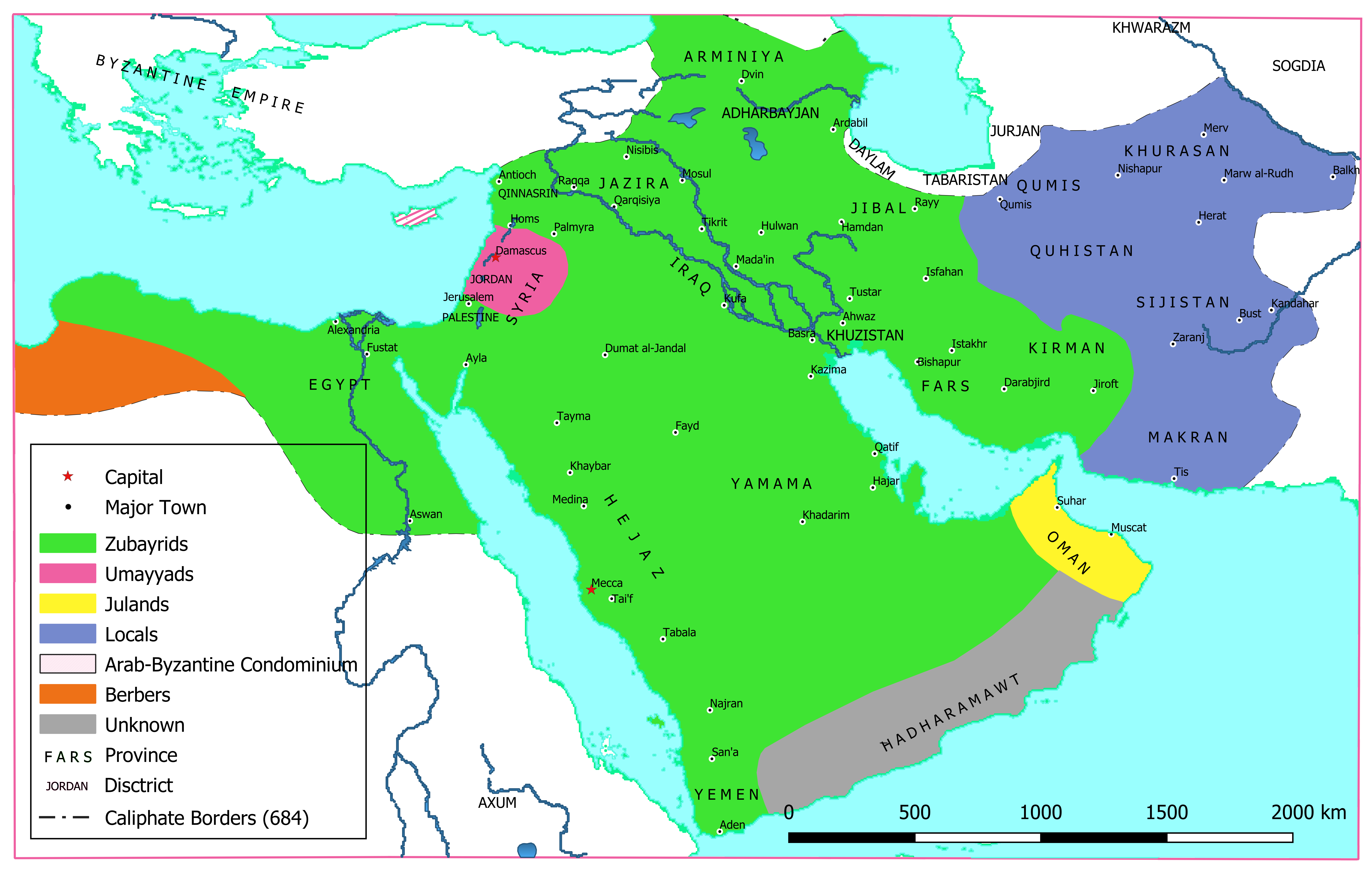
Территории под контролем аз-Зубайра к моменту смерти Муавии II

После смерти Язида его сын и назначенный преемник Муавия II стал халифом, но его власть была ограничена только некотрыми частями Сирии. Муавия II умер через несколько месяцев без подходящего кандидата из ветви Суфьянидов (потомков Абу Суфьяна) на вакантный трон. Северные сирийские племена кайсов поддержали Ибн аз-Зубайра, как и губернаторы сирийских округов Хим, Киннасрин и Палестина, в то время как губернатор Дамаска Даххак ибн Кайс также склонялся к признанию Ибн аз-Зубайру. Более того, многие Омейяды, в том числе Марван ибн аль-Хакам, самый старший из них в то время, были готовы его признать. Но племена Омейядов, в частности бану калб, доминировали в Иордании и имели поддержку в Дамаске. Они были полны решимости продолжить династию Омейядов. Вождь калбитов Ибн Бахдал был связан родством с суфьянидскими халифами, и его племя занимало привилегированное положение при их правлении. Он хотел видеть на троне младшего сына Язида Халида. Ибн Зияд убедил Марвана выдвинуть свою кандидатуру на трон, поскольку Халид считался слишком молодым для власти. В итоге Марван I был признан халифом в шуре проомейядских племен, вызванных в цитадель калбитов в Джабийе в июне 684 года. Прозубайридские племена отказались признать Марвана, и обе стороны столкнулись в битве при Мардж-Рахите в августе 684 года. Прозубайридские кайситы под предводительством Даххака были убиты, а их войско разгромлено.
Вступление Марвана на престол стало поворотным моментом, так как Сирия была воссоединена под правлением Омейядов, и фокус внимания Омейядов был направлен на возвращение утраченных территорий. Марван и его сын Абд аль-Азиз изгнали губернатора Египта с помощью местных племен. Атака аз-Зубайра на Палестину была отражена, но кампания по захвату Хиджаза была остановлена около Медины. Марван направил Ибн Зияда, чтобы восстановить контроль Омейядов в Ираке. После того, как Марван умер в апреле 685 года, его сменил его сын Абдуль-Малик ибн Марван.

### Восточные провинции
Ко времени смерти халифа Язида губернатор Омейядов в Сиджистане (современный восточный Иран) Язид ибн Зияд столкнулся с мятежом Зунбила в восточном Забулистане, который захватил брата Ибн Зияда Абу Убайду. Язид ибн Зияд напал на Зунбиль, но потерпел поражение и был убит. Его брат Салм, губернатор Омейядов в Хорасане, в состав которого входил современный северный Иран, а также части Центральной Азии и современный Афганистан, послал Тальху ибн Абдуллаха аль-Хузаи в качестве нового губернатора Сиджистана. Талха выкупил Абу Убайду, но вскоре умер.
Ослабление центральной власти привело к вспышке племенной фракционности и соперничества, которое арабские эмигранты из мусульманских армий принесли с собой на завоеванные земли. Преемник Тальхи, который был из племени рабия, вскоре был изгнан оппонентами из племени мудари. В результате последовала межплеменная война, которая продолжалась по крайней мере до прибытия губернатора-зубайрида Абд аль-Азиза ибн Абдллаха ибн Амира в конце 685 года. Он положил конец межплеменным столкновениям и победил восстание в Зунбиле. Власть Ибн аз-Зубайра в этих областях была номинальной, особенно в Хорасане, где губернатор правил практически независимо.

### Разногласия
Во время своего восстания Ибн аз-Зубайр вступил в союз с хариджитами, которые выступали против Омейядов и Алидов. После объявления себя халифом он осудил религиозные взгляды хариджитов и отказался принять их автономию, что привело к распаду союза. Группа хариджитов отправилась в Басру, остальные в Центральную Аравию, и начали дестабилизировать центральную власть. До этого времени аз-Зубайра поддерживал проалидский куфанский дворянин аль-Мухтар ас-Сакафи, но тот отказал ему в официальной должности, и в апреле 684 года Мухтар покинул аз-Зубайра и продолжил разжигать проалидские настроения в Куфе.

## Действияалидов

### Восстание таввабинов
Несколько видных сторонников алидов в Куфе, пытавшихся искупить свою неспособность помочь Хусейну ибн Али, которую они считали грехом, начали движение под руководством Сулеймана ибн Сурада, спутника Мухаммеда и союзника Али, для борьбы с Омейядами. Называя себя таввабинами («кающимсися»), они оставались в тени, пока Омейяды контролировали Ирак. После смерти халифа Язида и последующего изгнания губернатора Ибн Зияда таввабины открыто призвали отомстить за убийство Хусейна. Хотя таввабины получили широкую поддержку в Куфе, им не хватало политической программы: их главная цель заключалась в том, чтобы наказать Омейядов или пожертвовать собой в процессе мести. Когда Мухтар ас-Сакафи вернулся в Куфу, он попытался отговорить таввабинов от их мести в пользу организованного движения за контроль над городом. В ноябре 684 года 4000 бойцов-таввабинов выдвинулись против Омейядов после траура на могиле Хусейна в Кербеле. Две армии встретились в январе 685 года в битве при Айн аль-Варда в Джазире (Верхняя Месопотамия). Битва длилась три дня, в течение которых большая часть таввабинов, включая их главу Ибн Сурада, была убита, а некоторые бежали в Куфу.

### Мятеж Мухтара ас-Сакафи
После возвращения в Куфу Мухтар призывал отомстить убийцам Хусейна и создать халифат Алидов во имя сына Али Мухаммеда ибн аль-Ханафийи, объявив себя его представителем. Поражение таввабинов сделало его лидером про-алидов Куфы. В октябре 685 года Мухтар и его сторонники, значительная часть которых состояла из местных неарабских новообращенных (мавали), свергли губернатора-зубайрида и захватили контроль над Куфой. Этот контроль распространялся на большую часть Ирака и часть северо-западного Ирана. Однако привилегии, данные Мухтаром мавали, которым он присвоил равный статус с арабами, привели к восстанию арабской племенной знати. После подавления восстания Мухтар казнил всех куфанцев, причастных к убийству Хусейна, включая Умара ибн Саада, командующего солдатами, которые убили Хусейна. В результате этих мер тысячи куфанцев бежали в Басру. Затем Мухтар отправил своего генерала Ибрагима ибн аль-Аштара противостоять приближающейся армии Омейядов во главе с Ибн Зиядом, которого послали отвоевать провинцию. Армия Омейядов была разгромлена в битве при Хазире в августе 686 года, а Ибн Зияд был убит. В Басре Мухаммад ибн аль-Ашат и другие беженцы из Куфы, которые стремились вернуться в свой город и вернуть утраченные привилегии, убедили губернатора Мусаба ибн аз-Зубайра, младшего брата Абдаллаха ибн аз-Зубайр, напасть на Куфу. Мухтар послал свою армию противостоять Мусабу, но она потерпела поражение в первой битве при Мадхаре, между Басрой и Куфой. Армия Мухтара отступила в Харуру, деревне под Куфой, но была уничтожена силами Мусаба во втором сражении. Мухтар и его оставшиеся сторонники нашли убежище во дворце Куфы, где они были осаждены Мусабом. Четыре месяца спустя, в апреле 687 года, Мухтар был убит при попытке вылазки. Приблизительно 6000 его сторонников сдались, Мусаб их казнил под давлением сына Ибн аль-Ашата Абд ар-Рахмана и других представителей знати. Падение Мухтара оставило Омейядов и Зубайридов в качестве оставшихся воюющих сторон.

## Победа Омейядов
После вступления Марвана на трон в июне 684 года Ибн Зияда отправили на захват Ирака. Именно тогда он победил таввабинов при Айн-аль-Варде. После катастрофического поражения в Мардж-Рахит кайситы перегруппировались в Джазире и препятствовали усилиям Ибн Зияда по захвату провинции. Они продолжали поддерживать Зубайридов. Не в силах победить их на укрепленных позициях, Ибн Зияд двинулся дальше, чтобы захватить Мосул у губернатора Мухтара. Мухтар послал небольшую армию в 3000 всадников, чтобы вернуть город. Несмотря на победу в битве (июль 686), войска Мухтара отступили из-за численного превосходства сирийцев. Месяц спустя Ибн Зияд был убит в битве при Хазире. После смерти Ибн Зияда Абдуль-Малик отказался от планов отвоевать Ирак на несколько лет и сосредоточился на консолидации Сирии, где его правлению угрожали внутренние беспорядки и возобновление военных действий с византийцами. Тем не менее, он возглавил две неудачные кампании в Ирак (689 и 690)  и спровоцировал неудавшееся восстание против Зубайридов в Басре через своих агентов. Басранские сторонники Абдуль-Малика были жестоко казнены Мусабом в отместку.
После перемирия с византийцами и преодоления внутреннего инакомыслия Абдуль-Малик снова обратил свое внимание на Ирак. В 691 году он осадил крепость кайситов в Каркисии (Циркезий). Не сумев одолеть их, он одержал победу уступками и обещаниями амнистии. Укрепив свои войска этими бывшими союзниками Зубайридами, он решил победить Мусаба , чьи позиции в Ираке были ослаблены рядом факторов. Хариджиты возобновили свои набеги в Аравии, Ираке и Персии после распада центральной власти в результате гражданской войны. В восточной части Ирака и Персии хариджитская фракция, Азарика, захватила Фарс и Керман у Зубайридов в 685 году и продолжала совершать набеги. Жители Куфы и Басры также выступили против аз-Зубайра из-за массовых казней сочувствующих Мухтару и Абдуль-Малику. В результате Абдуль-Малик смог обеспечить дезертирство многих сторонников Зубайридов. Из-за того, что значительное количество его сил и его самый опытный командир Мухаллаб ибн Аби Суфра ушли охранять Басру от хариджитов, Мусаб не смог эффективно противостоять Абдуль-Малику. Он был побежден и убит в битве при Маскине в октябре 691 года.
Обезопасив Ирак и, следовательно, большую часть своих владений, Абдуль-Малик направил своего генерала Хадджаджа ибн Юсуфа против Абдаллаха ибн аз-Зубайра, который был загнан в угол в Хиджазе фракцией хариджитов во главе с Надждой ибн Амиром. Наджда основал независимое государство в 685 году, захватил Йемен и Хадрамаут в 688 году и оккупировал Таиф в 689 году. Вместо того, чтобы направиться прямо в Мекку, Хадджадж обосновался в Таифе и одолел Зубайридов в нескольких стычках. Тем временем сирийские войска захватили Медину у губернатора Зубайридов, а затем пошли на помощь Хадджаджу, который осадил Мекку в марте 692 года. Осада длилась от шести до семи месяцев; основная часть сил Ибн аз-Зубайра сдалась, а сам он был убит, сражаясь вместе со своими оставшимися бойцами в октябре / ноябре 692 года. С его смертью Хиджаз попал под контроль Омейядов, что ознаменовало окончание гражданской войны.

## Последствия

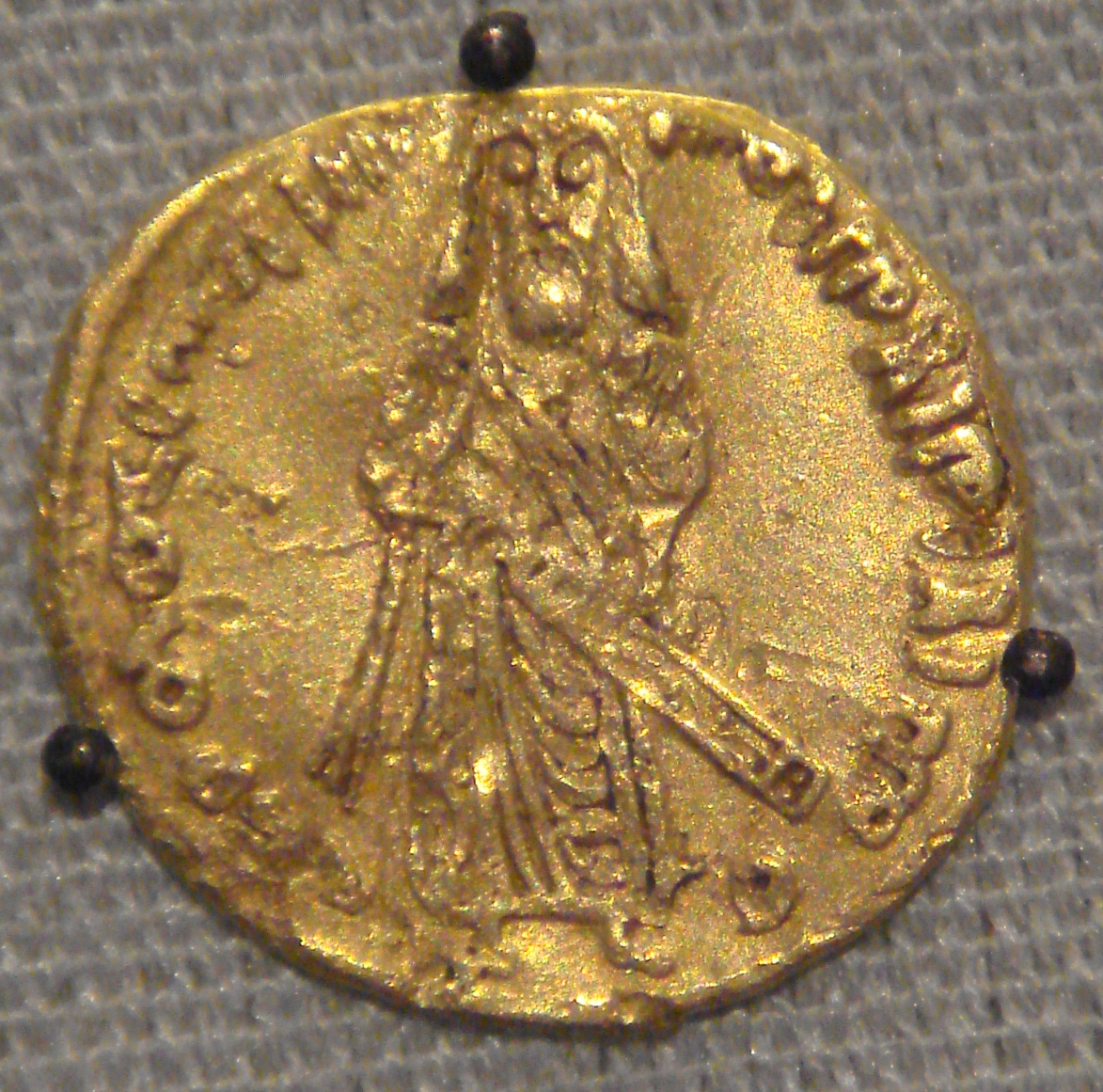
Первый Омейядских золотой динар Абдуль-Малика

С победой Абдуль-Малика власть Омейядов была восстановлена, и наследственное правление в халифате было укреплено. Абдуль-Малик и его потомки, в двух случаях его племянники, правили ещё пятьдесят восемь лет, прежде чем были свергнуты революцией Аббасидов в 750 году.

### Административные изменения
После победы в войне Абдуль-Малик произвел значительные административные изменения в халифате. Муавия управлял страной через личные связи с людьми, лояльными ему, и не полагался на своих родственников. Хотя он создал высококвалифицированную армию сирийцев, она была развернута только в набегах против византийцев. Внутри страны он полагался на дипломатические навыки для обеспечения своей воли. Племенная знать, а не правительственные чиновники, были посредниками между губернаторами провинций и населением. Солдаты в провинциях происходили из местных племен, командование которых также находилось в руках знати («ашраф»). Провинции сохранили большую часть налоговых поступлений и направляли небольшую часть халифу. Прежняя административная система завоеванных земель осталась нетронутой. Чиновники, служившие при сасанидских персах или византийцах, сохранили свои посты. Родные языки провинций продолжали официально использоваться, а византийская и сасанидская чеканка использовалась на бывших византийских и сасанидских территориях.
Переход значительной части племенной знати на сторону врага во время гражданской войны убедил Абдуль-Малика в том, что децентрализованную систему Муавии трудно поддерживать. Таким образом, он решил централизовать свою власть. В Сирии была создана профессиональная армия, которая использовалась для поддержания центральной власти в провинциях. Кроме того, ключевые правительственные должности были переданы близким родственникам халифа. Абдуль-Малик потребовал, чтобы губернаторы направляли излишки из провинций в столицу. Кроме того, арабский язык стал официальным языком бюрократии, а единственная исламская валюта заменила византийскую и сасанидскую чеканку, придав администрации Омейядов более мусульманский характер. Халиф прекратил выплаты пенсий участникам ранних завоеваний и установил фиксированную зарплату для военнослужащих. Модель Абдуль-Малика была принята многими последующими правительствами мусульман.

### Племенные распри
Именно в этот период после битвы при Мардж-Рахите образовался раскол между кайситами и калбитами Сирии и Джазиры. В Ираке стали врагами мудари во главе с кланом Бану Тамим и альянс племен азд и рабия. Соперничество сформировало две племенные конфедерации или «супергруппы» по всему халифату: «северные арабы», или блок кайситы-мудари, против которого выступили «южные арабы», или йеменцы. Эти термины носили скорее политический, а не строго географический характер, поскольку «северные» рабия поддерживали «южных» йеменцев. Омейядские халифы пытались сохранить баланс между двумя группами, но их непримиримое соперничество стало неотъемлемой частью арабского мира в последующие десятилетия. Даже первоначально неприсоединившиеся племена были в итоге вовлечены в эту борьбу и вынуждены присоединиться к одной из двух супергрупп. Их постоянная борьба за власть и влияние доминировала в политике Омейядского халифата, создавая нестабильность в провинциях, помогая разжечь Третью фитну и способствуя окончательному падению Омейядов от рук Аббасидов. Разделение сохранялось ещё долго после падения Омейядов.

### Религиозное влияние

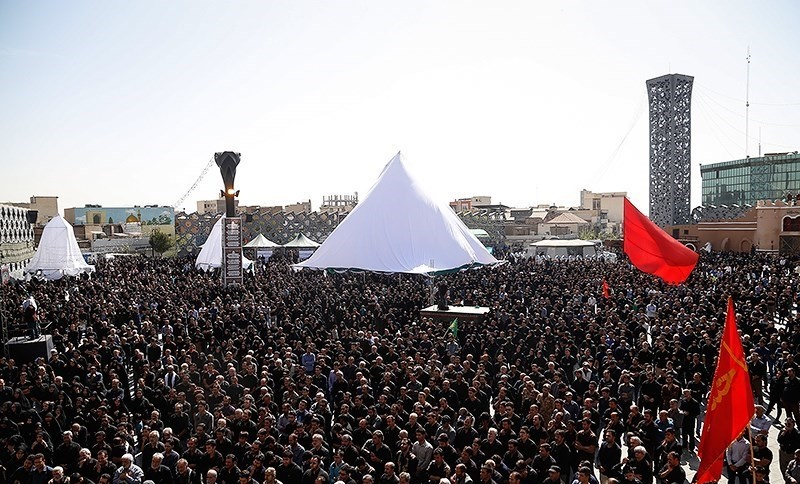
Ашура в Тегеране в память убийства Хусейна ибн Али

Смерть Хусейна ибн Али вызвала широкий резонанс и помогла кристаллизовать сопротивление Язиду в движение против Омейядов, основанное на устремлениях Алидов. Битва при Кербеле способствовала окончательному разрыву между тем, что позже стало шиитской и суннитской конфессиями ислама. Это событие послужило катализатором превращения шиизма, который до тех пор был политической течением, в религиозный феномен. По сей день это событие отмечается мусульманами-шиитами в День Ашуры.
Вторая фитна также породила идею исламского мессии, Махди. Мухтар ас-Сакафи присвоил титул Махди сыну Али Мухаммеду ибн аль-Ханафийе. Хотя это имя ранее применялось к Мухаммеду, Али, Хусейну и другим в качестве почетного, Мухтар использовал этот термин в мессианском смысле: правитель с божественным руководством. Мятеж Ибн аз-Зубайра рассматривался многими как попытка вернуться к древним ценностям раннего исламского сообщества. Его восстание приветствовалось рядом партий, которые были недовольны правлением Омейядов. Для них поражение Ибн аз-Зубайра означало, что вся надежда на восстановление старых идеалов исламского управления потеряна.